# Леонідов Юрій Анатолійович
Юрій Анатолійович Леонідов (нар. 7 березня 1978, Дніпропетровськ) — український футболіст, що виступав на позиції захисника. Найбільш відомий за виступами у клубі вищої ліги України «Металург» із Запоріжжя.

## Клубна кар'єра
Юрій Леонідов народився в Дніпропетровську, та є вихованцем місцевої ДЮСШ-12. У 1993 році він став гравцем місцевої команди «Дніпро», проте в складі команди зіграв лише 1 матч, вийшовши на заміну в матчі чвертьфіналу Кубка України проти одеського «Чорноморця». У 1995 році футболіст грав у складі дніпропетровської аматорської команди «Металург». У 1996 році Леонідов перейшов до складу команди вищої ліги України «Металург» із Запоріжжя, в якій грав до кінця 1998 року, проте зіграв у першій команді лише 1 матч чемпіонату, та більше часу провів у фарм-клубі «Металург-2» у другій лізі. На початку 1999 року футболіст перейшов до команди першої ліги «Вінниця» з однойменного міста, яка, щоправда, за підсумками сезону вибула до другої ліги, й Леонідов продовжив виступи вже в другій лізі в команді під новою назвою «Нива». У 2000 році футболіст перейшов до аматорської команди «Сталь» із Дніпродзержинська, яка з наступного року розпочала виступи в другій лізі. У складі «Сталі» Леонідов грав до закінчення сезону 2002—2003 років, після чого в професійних командах не виступав.